# Elecciones municipales de Tambopata de 1989
Las elecciones municipales de Tambopata de 1989 se llevaron a cabo el 12 de noviembre de 1989 para elegir al alcalde y al Concejo Provincial de Tambopata para el periodo 1990-1992. La elección se celebró simultáneamente con elecciones municipales en todo el país.

## Sistema electoral
La Municipalidad Provincial de Tambopata es el órgano administrativo y de gobierno de la provincia de Tambopata. Está compuesta por el alcalde y el Concejo Provincial.
La votación del alcalde y el concejo se realiza en base al sufragio universal, que comprende a todos los ciudadanos nacionales mayores de dieciocho años, empadronados y residentes en la provincia de Tambopata y en pleno goce de sus derechos políticos, así como a los ciudadanos no nacionales residentes y empadronados en la provincia de Tambopata.
El Concejo Provincial de Tambopata está compuesto por 19 regidores elegidos por sufragio directo para un período de tres (3) años, en forma conjunta con la elección del alcalde (quien lo preside). La votación es por lista cerrada y bloqueada. Se asigna a la lista ganadora los escaños según el método d'Hondt o la mitad más uno, lo que más le favorezca.

## Composición del Concejo Provincial de Tambopata
La siguiente tabla muestra la composición del Concejo Provincial de Tambopata antes de las elecciones.
| Partidos | Partidos                                             | Regidores |
| -------- | ---------------------------------------------------- | --------- |
|          | Partido Aprista Peruano                              | 11        |
|          | Izquierda Unida                                      | 5         |
|          | Lista Independiente N° 3 Frente Popular de Tambopata | 2         |
|          | Partido Popular Cristiano                            | 1         |

## Partidos y candidatos
A continuación se muestra una lista de los principales partidos y alianzas electorales que participaron en las elecciones:
| Candidatura | Candidatura | Partidos y alianzas | Candidatos | Candidatos         | Ideología                                                        | Resultado previo | Resultado previo | Ref. |
| Candidatura | Candidatura | Partidos y alianzas | Candidatos | Candidatos         | Ideología                                                        | Votos (%)        | Reg.             | Ref. |
| ----------- | ----------- | --- | ---------- | ------------------ | ---------------------------------------------------------------- | ---------------- | ---------------- | ---- |
|             | APRA        | Lista - Partido Aprista Peruano (APRA) |            | E. Zavala          | Aprismo                                                          | 46.44%           | 11               |      |
|             | IU          | Lista - Izquierda Unida (IU) – Unión de Izquierda Revolucionaria (UNIR) – Partido Unificado Mariateguista (PUM) – Partido Comunista Peruano (PCP) – Frente Obrero Campesino Estudiantil y Popular (FOCEP) |            | Raúl Ramos Montero | Marxismo-leninismo Socialismo Comunismo                          | 33.66%           | 5                |      |
|             | FREDEMO     | Lista - Frente Democrático (FREDEMO) – Acción Popular (AP) – Movimiento Libertad (Libertad) – Partido Popular Cristiano (PPC)                                                                             |            | D. Díaz            | Liberalismo económico Humanismo cristiano Conservadurismo social | 8.06%            | 1                |      |
|             | IND         | Lista - Lista Independiente UCI |            | T. Villa           | Localismo tambopatino                                            | Nuevo            | Nuevo            |      |

## Resultados

### Sumario general
| |                                |              |              |              |           |           |
| Partidos y coaliciones                                                                                      | Partidos y coaliciones         | Voto popular | Voto popular | Voto popular | Regidores | Regidores |
| Partidos y coaliciones                                                                                      | Partidos y coaliciones         | Votos        | %            | ±pp          | Total     | +/−       |
| | Izquierda Unida (IU)           | 3,164        | 32.82        | –1.04        | 11        | +6        |
| | Frente Democrático (FREDEMO)1  | 2,944        | 30.54        | +22.48       | 4         | +3        |
| | Partido Aprista Peruano (APRA) | 2,758        | 28.61        | –17.83       | 3         | –8        |
| | Lista Independiente UCI        | 774          | 8.03         | n/a          | 1         | +1        |
| |                                |              |              |              |           |           |
| Total | Total                          | 9,640        |              |              | 19        | ±0        |
| |                                |              |              |              |           |           |
| Votos válidos                                                                                               | Votos válidos                  | 9,640        | 81.52        | –3.20        |           |           |
| Votos en blanco                                                                                             | Votos en blanco                | 415          | 3.51         | +0.61        |           |           |
| Votos nulos                                                                                                 | Votos nulos                    | 1,770        | 14.97        | +2.58        |           |           |
| Votos emitidos                                                                                              | Votos emitidos                 | 11,825       | 63.55        | –5.62        |           |           |
| Abstenciones                                                                                                | Abstenciones                   | 6,782        | 36.45        | +5.62        |           |           |
| Votantes registrados                                                                                        | Votantes registrados           | 18,607       |              |              |           |           |
| |                                |              |              |              |           |           |
| Fuente: |                                |              |              |              |           |           |
| Notas al pie: 1 Comparado con los resultados del Partido Popular Cristiano (PPC) en las elecciones de 1986. |                                |              |              |              |           |           |
| Notas al pie:                                                                                               |                                |              |              |              |           |           |
| 1 Comparado con los resultados del Partido Popular Cristiano (PPC) en las elecciones de 1986.               |                                |              |              |              |           |           |

## Elecciones municipales distritales

### Resultados por distrito
La siguiente tabla enumera el control de los distritos de la provincia de Tambopata. El cambio de mando de una organización política se resalta del color de ese partido.
| Distrito    | Alcalde(sa) titular   | Partido político | Partido político        | Alcalde(sa) electo(a)    | Partido político | Partido político        |
| ----------- | --------------------- | ---------------- | ----------------------- | ------------------------ | ---------------- | ----------------------- |
| Inambari    | José Calderón Linares |                  | Partido Aprista Peruano | Luz Mokeano Villafuerte  |                  | Izquierda Unida         |
| Las Piedras | Juan Legua Ormeño     |                  | Partido Aprista Peruano | Nicanor Torrejón Ramírez |                  | Partido Aprista Peruano |